# 古索-普拉特科
古索-普拉特科（德語：Gusow-Platkow）是德国勃兰登堡州的市镇，隶属于梅尔基施-奥得兰县，总面积为38.05平方千米，截至2023年12月31日年总人口为1,372人。